# Kro (Einheit)
Die Kro war eine Bezeichnung für das Längenmaß Meile im Kaschmir. In Punjab (Panjab) war die Kro nur etwa halb so lang. Das Maß soll einer halben deutschen Meile gleich gewesen sein.
- 1 Kro = 10 Tenab = 400 Guz/Elle

Die Elle Guz soll 41 Tussu oder Fingerbreiten betragen haben (etwa 33 Zoll (engl.))